# Eduard 1. af Anhalt
 Ikke at forveksle med Eduard af Anhalt (født 1941).
Hertug Eduard 1. af Anhalt (18. april 1861 – 13. september 1918) var den næstsidste hertug af det tyske hertugdømme Anhalt fra april til september 1918.
Eduard tilhørte Huset Askanien og var en yngre søn af hertug Frederik 1. af Anhalt. Da hans to ældre brødre døde uden at efterlade sig mandlige arvinger, regerede han over det lille hertugdømme Anhalt i det centrale Tyskland i nogle få måneder fra april til september 1918, før han selv døde og blev efterfulgt af sin søn Joachim Ernst.

## Biografi
Prins Eduard blev født den 18. april 1861 i Dessau som den tredje søn af Arveprins Frederik af Anhalt-Dessau-Köthen i hans ægteskab med Prinsesse Antoinette af Sachsen-Altenburg. Hans far var den ældste søn af Hertug Leopold 4. af Anhalt-Dessau-Köthen, der herskede over det lille hertugdømme Anhalt-Dessau i det centrale Tyskland. I 1863 blev hans farfar, Hertug Leopold, den første hertug af det forenede hertugdømme Anhalt, da linjen Anhalt-Bernburg uddøde ved hertug Alexander Karl af Anhalt-Bernburg død.
Da Eduard ældste bror, Arveprins Leopold af Anhalt døde uden mandlige arvinger i 1886, og den næste bror, Frederik ikke havde børn, blev Eduard tronfølger med titel af arveprins ved deres fars død, i 1904. 

### Regeringstid
Eduard blev hertug af Anhalt ved broderens død den 21. april 1918, men hans korte regeringstid ophørte allerede nogle måneder senere ved hans egen død den 13. september 1918 i Berchtesgaden i Bayern. Han blev efterfulgte som hertug af sin mindreårige søn, Joachim Ernst, der besteg tronen med Eduards yngre bror, Prins Aribert, som regent.

## Ægteskab
Hertug Eduard giftede sig den 6. februar 1895 i Altenburg med Prinsesse Louise Charlotte af Sachsen-Altenburg (1873–1953), datter af Prins Moritz af Sachsen-Altenburg og Prinsesse Augusta af Sachsen-Meiningen. Parret fik seks børn, før de blev skilt i 1918.

## Eksterne links
- Wikimedia Commons har flere filer relateret til Eduard 1. af Anhalt

| EduardHuset AskanienFødt: 18. april 1861 Død: 13. september 1918 |                              |                                 |
| Titler som regent                                                |                              |                                 |
| Foregående: Frederik 2.                                          | Hertug af Anhalt 1918 – 1918 | Efterfølgende: Joachim Ernst 1. |